# 実現主義
実現主義（じつげんしゅぎ、英: realization basis）とは、収益を実現の時点で計上すべきとする会計学における考え方。ここでいう実現とは、財貨または役務の移転（商品の引渡し等）と、これに対する現金等価物（現金・売掛金・受取手形等）の取得のことをいう。なお、保守主義の原則および粉飾決算の防止の観点に立ち、現金同等物（現金、小切手）の取得によってのみ収益の認識をすべきという考えも有力になってきた。

## 参考
- 企業会計原則 第二 損益計算書原則 三B
- 企業会計原則注解6 実現主義の適用について